# 素食作戰
素食作戰（英語：Operation Vegetarian）是英國在第二次世界大戰期間於1942年至1944年制定的一項未使用的生物戰軍事行動計劃。該計劃包括向納粹德國農村散播感染炭疽孢子的亞麻籽餅。這些餅會被家牛吃掉，然後被人類食用，導致大範圍死亡和混亂。此外，它還會消滅德國的大部分牲畜，對其餘未受感染的人口造成大規模的糧食短缺。準備工作直到1944年初才完成，但由於大君主作戰而放棄了這一計劃；亞麻籽餅於1945年通過焚化爐銷毀。

## 歷史

### 生產
1942年，波頓唐生物部主任保羅·菲爾德斯開始努力研究素食作戰的可行性。他奉命尋找生產炭疽菌和菌餅所需化學品的合適供應商，並尋找專門的容器來裝載炭疽菌和菌餅，以防止在運輸過程中受到污染。這也意味著必須對皇家空軍的一些飛機進行改裝，以便在投擲非彈藥負載的過程中不損壞飛機。亞麻籽餅的生產外包給位於布萊克本草甸的奧林匹亞麻油餅公司，以便大量生產完整的亞麻籽餅。將餅切成適當大小的工作則交給一家名為J & E Atkinson的肥皂製造商。他們的合約是將餅切成「直徑2.5公分、重量10克」的大小，每週生產18萬到25萬塊，最終目標是在1943年4月底之前生產5,273,400塊亞麻籽餅。
炭疽菌由政府在農業、漁業和食品部的實驗室內部生產，另一名受僱的科學家負責制定注射方法，以便將炭疽菌引入亞麻籽餅切片中。注射炭疽菌的實際任務交給13名曾經做過肥皂工的婦女。為了方便放置炭疽餅，便於牛群以後取用，決定使用18平方公分的紙板箱來存放炭疽餅，每個紙板箱可容納400塊炭疽餅，並配有一個鋼製把手，以便在移動時盡量減少接觸。
最後的生產任務是如何將它們安裝到皇家空軍的飛機上並從飛機上釋放。最後皇家空軍想出一種木製托盤系統，可以連接到信號彈降落傘進行釋放。為完成這項任務而改裝的飛機有蘭卡斯特轟炸機、哈利法克斯轟炸機和史特靈轟炸機。

### 測試和部署

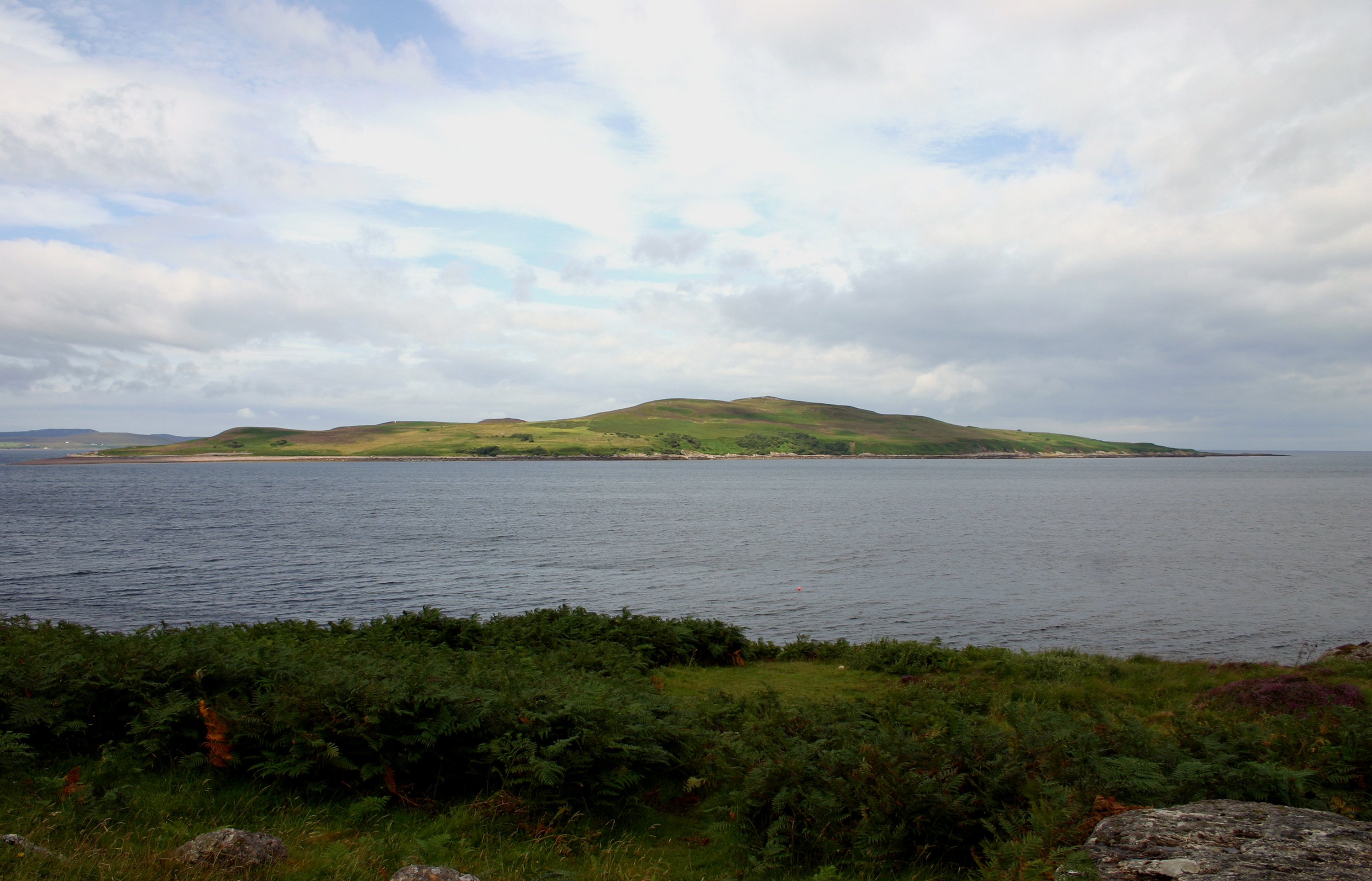
蘇格蘭海岸外的格魯伊納島，測試地點

將炭疽作為一種動物消滅方法的試驗是在蘇格蘭海岸附近的格魯伊納島進行的。之所以選擇這個地方，是因為它面積小，總面積只有 520 英畝，而且島上沒有居民，附近還有一個位於Loch Ewe的軍事基地作為中轉站。最初於1940年和1941年在島上進行炭疽菌有效性試驗，將這種細菌加入化學炸彈中，投擲在運送到島上的60隻綿羊身上。炸彈本身含有濃稠的炭疽孢子漿，由一架威靈頓轟炸機投擲。事實證明，這次試驗比預想的更有效，所有的羊在幾天內全部死亡，但也在數月後感染了大陸上的一些農場動物。後來確定，其中一具被掩埋的綿羊屍體是由於一場大風暴被沖上岸而出土的。其他試驗一直持續到1943年，由於感染附近居民的風險太大，該島被隔離，禁止所有船隻和飛機進入。由於炭疽孢子造成的廣泛污染，這片土地一直關閉到1990年。
1944年春天，素食作戰已完全準備就緒，並起草在夏季德國牛群在田野裡自由吃草時投放亞麻籽餅的計劃。為了誘使牛群優先吃亞麻籽餅，需要在春草吃完，食物所剩無幾後再空投。空襲和空投必須在一次行動中盡快完成，以防止德國軍方了解空投的情況。菲爾德斯估計，穿越奧爾登堡和漢諾威的飛行路線可以在18分鐘內完成，覆蓋60英里的牧牛地。但當計劃中的夏天到來時，諾曼第登陸已經發生，盟軍部隊正在北歐推進，導致素食作戰被放棄。二戰結束後不久，準備在德國分發的500萬塊亞麻仔餅最終被銷毀在焚化爐中。

## 大眾文化
作家伊恩·藍欽在其小說《不可能的死亡》（The Impossible Dead）中提到抗議組織黑暗收穫突擊隊從格魯伊納島清除污染土壤的秘密事件，以及英國政府將該島從地圖上刪除的事件。1985年，克里斯蒂娜·斐迪南·庫巴斯的小說《格拉西亞的一年》（El año de Gracia）也以該島為主要背景，小說中的主人公在島上度過了一個遇船難的冬天。